# Astolfo Dutra Nicácio
Astolfo Dutra Nicácio (Glória de Cataguases, 17 de dezembro de 1864 — Cataguases, 23 de maio de 1920) foi um advogado e político brasileiro.

## Biografia
Filho do coronel Pedro Dutra Nicácio e de Raquel Dutra Vieira de Rezende. Formado pela Faculdade de Direito de São Paulo em 1888, exerceu a advocacia em sua cidade natal e de 1890 a 1891 foi juiz municipal daquela mesma cidade.
Na política, foi eleito vereador, agente executivo e presidente da Câmara Municipal de Cataguases. Em 1900, elegeu-se deputado estadual de Minas Gerais, chegando a ser presidente da Assembleia Legislativa estadual. Em 1904 foi eleito deputado federal pelo seu Estado, tendo sido reeleito em várias legislaturas. Tornou-se presidente da Câmara dos Deputados, presidindo por duas vezes, de novembro de 1914 a julho de 1917 e de julho de 1919 a maio de 1920.
Em sua homenagem foram batizados com o seu nome o município mineiro de Astolfo Dutra, uma escola estadual e também um dos principais logradouros da cidade vizinha de Cataguases.